# 大泉光一
大泉 光一（おおいずみ こういち、1943年9月2日 - ）は、日本の国際関係論学者、青森中央学院大学名誉教授。

## 人物
長野県諏訪市生まれ。宮城県柴田郡大河原町で育つ。メキシコのインスティテュート・デ・エストゥディオス・ウニベルシタリオス経営大学院修了。1999年国際関係学博士（日本大学）。
危機管理、国際テロなどが専門だが、支倉常長について長く研究をしており、田中英道の『支倉常長』を捏造だと批判して、田中と論争になった。「支倉は徳川幕府打倒のために派遣された」という説を唱えているが、歴史学界では荒唐無稽の説と無視されている。

## 経歴
- メキシコ国立政経工科大学(IPN)大学院修士課程
- インスティトゥート・デ・エストゥディオス・ウニベルシタリオス(IEU)経営大学院（メキシコ）修了
- メキシコ国立自治大学東洋研究所研究員
- メキシコ・バンコメル（Bancomer）銀行駐日代表
- 国際事業本部極東地域担当支配人、
- インスティトゥート・デ・エストゥディオス・ウニベルシタリオス経営大学院准教授
- 国連ラテンアメリカ経済委員会（CEPAL）特別客員研究員
- スペイン国立バリャドリッド大学客員教授
- スペイン国立サンティアゴ・デ・コンポステーラ大学大学院客員教授
- 国立チリ大学客員教授
- ペルー国立サンマルコス大学客員教授
- コロンビア国ロス・アンデス大学客員教授
- 1980年日本大学国際関係学部助教授
- 1987年同教授
- 1999年「支倉六右衛門常長 - 慶長遣欧使節を巡る学際的研究」で日本大学博士（国際関係）
- 2006年『支倉常長　慶長遣欧使節の真相 - 肖像画に秘められた実像』で和辻哲郎文化賞受賞。
- 2007年青森中央学院大学・大学院教授。
- 2021年青森中央学院大学名誉教授

## 著書
- 『国際合弁企業 その理論と実際』亜紀書房 1980
- 『ラテン・アメリカの資源と経済 多国籍企業と経済ナショナリズム』新評論 1980
- 『中南米の危機構造 経済分析と石油事情15カ国』第三書館 1981
- 『実務スペイン語』白水社 1982
- 『セキュリティマネジメント 企業は突発の危機にどう対応するか 要人誘拐・脅迫・コンピュータ犯罪』PHP研究所 1985
- 『国際テロの標的 ビジネスセキュリティと海外安全』講談社 1986
- 『海外ビジネスマンの危機管理術』1989 (新潮選書)
- 『多国籍企業の危機管理 テロの脅威とその対応策』白桃書房 1990
- 『テロリズムと企業危機管理 ビジネスマンの海外安全対策』日刊工業新聞社 1990
- 『海外ビジネスにおける危機管理のノウハウ 狙われる日本企業と個人・家族の安全確保のすべて』PHP研究所 1992
- 『海外派遣社員危機管理ハンドブック』HBJ出版局 1993
- 『クライシス・マネジメント 危機管理の理論と実践』同文館出版 1993
- 『バスク民族の抵抗』1993 (新潮選書)
- 『海外らくらく安全ハンドブック あなたの身を守る』PHP研究所 1994
- 『慶長遣欧使節の研究 支倉六右衛門使節一行を巡る若干の問題について』文真堂 1994
- 『アメリカ"安全"ハンドブック 日本の常識は通用しない!』騎虎書房 1994
- 『災害・環境危機管理論 企業の災害・環境リスク管理の理論と実践』晃洋書房 1995
- 『テロ対策の知識と実際』啓正社 1995
- 『狙われる日本人 誘拐ビジネスから身を守る方法』時事通信社 1997
- 『支倉六右衛門常長 慶長遣欧使節を巡る学際的研究』文眞堂 1998
- 『危ない世界地図 ボーダレス時代の危機管理』全日法規 1999
- 『支倉常長 慶長遣欧使節の悲劇』1999 (中公新書)
- 『グローバル化する国際犯罪 マフィア・テロリスト・イスラム原理主義の動向と要人警護』啓正社 2000
- 『危機管理学研究』文眞堂 2001
- 『「テロリスト」の世界地図』講談社 2001
- 『メキシコにおける日本人移住先史の研究 伊達藩士ルイス・福地蔵人とその一族』文眞堂 2002
- 『防犯対策チェックリスト あなたとあなたの家族を守る 自己責任時代の心得』日本実務出版 2003
- 『子どもを守る学校の危機管理ガイドライン 凶悪犯罪、地震災害、集団感染症、薬物対策等の全ノウハウ』教育開発研究所 2004
- 『メキシコの大地に消えた侍たち 伊達藩士・福地蔵人とその一族の盛衰』新人物往来社 2004
- 『学校の地震災害危機対応マニュアル 児童・生徒の生命と学校施設を守るための全ノウハウ』教育開発研究所 2005
- 『支倉常長慶長遣欧使節の真相 肖像画に秘められた実像』雄山閣 2005
- 『学校でつくる危機管理のマニフェスト 善人論で子どもを地獄に落とさないために』明治図書出版 2006
- 『危機管理学総論 理論から実践的対応へ』ミネルヴァ書房 2006
- 『伊達政宗の密使 慶長遣欧使節団の隠された使命』洋泉社(歴史新書y）2010
- 『子どもを守る危機管理術』創成社 2011
- 『キリシタン将軍伊達政宗』柏書房 2013
- 『歴史研究と「郷土愛」 伊達政宗と慶長遣欧使節』雄山閣 2015
- 『政宗の陰謀 支倉常長使節、ヨーロッパ渡航の真相』大空出版 2016
- 『暴かれた伊達政宗「幕府転覆計画」 ヴァティカン機密文書館史料による結論』文春新書 2017

### 共編著
- 『生産工程における技術革新』共立出版 1984
- 『海外安全の知識と実際 外国で危険から身を守る』首藤信彦 ダイヤモンド社 1984
- 『国際経営リスク管理論』首藤信彦 泰流社 1984
- 『日本型経営の現地資源化』村山元英共編著 白桃書房 1985
- 『海外ビジネスマンの条件 企業の国際化とこれからの海外派遣社員の心得』ぎょうせい 1988
- 『海外企業危機管理のすべて』実業之日本社 1992
- 『企業危機管理の理論と実践 21世紀に向けた日本企業のサバイバル戦略』中央経済社 1998
- 『海外旅行の危機管理』河村明宏,山崎健 時潮社 1998
- 『日本標的! テロ・誘拐ビジネスの真実 国際テロ・誘拐の実際と対策』大泉陽一 光人社 2004
- 『次の標的は日本 アジア系イスラム過激派組織とテロ対策』星雲社 2004
- 『アメリカのヒスパニック=ラティーノ社会を知るための55章』牛島万共編著 明石書店 (エリア・スタディーズ) 2005
- 『捏造された慶長遣欧使節記 間違いだらけの「支倉常長」論考』雄山閣 2008
- 『支倉六右衛門常長「慶長遣欧使節」研究史料集成』第1-3巻　雄山閣 2010-17
- 『日本人リーダーは、なぜ危機管理に失敗するのか リーダーは悲観主義者、実動部隊は楽観主義者であれ!』大泉常長,企業危機管理研究会共著 晃洋書房 2015

## 参考
- http://www.aomoricgu.ac.jp/